# Яновский, Николай Николаевич (литературовед)
Никола́й Никола́евич Яно́вский (6 декабря 1914, Камень-на-Оби — 24 сентября 1990, Новосибирск) — советский литературовед, литературный критик, историк литературы. Член Союза писателей СССР (1956). Специалист по истории сибирской литературы.
У Николая Николаевича было 3 детей.

## Биография
Родился 6 декабря 1914 года в Камне-на-Оби. В 1939 году окончил Ленинградский педагогический институт имени М. Н. Покровского.
Принимал участие в Великой Отечественной войне. Получил ранение, после чего трудился в армейских газетах (с 1944).
В 1949 году начал сотрудничать с литературным журналом «Сибирские огни», в котором работал до самой смерти; в этом издании занимал должности литконсультанта, заведующего отделом поэзии и отделом критики, а с 1964 по 1972 год был заместителем главного редактора.
Автор 30 монографий, большого количества статей. Автор около 100 статей для «Краткой литературной энциклопедии». В 1969 году — составитель и главный редактор издания «Литературное наследство Сибири» (вышло 8 томов). С 1979 по 1990 год входил в редакционную коллегию книжной серии «Литературные памятники Сибири» Восточно-Сибирского книжного издательства (Иркутск).
Похоронен на Заельцовское кладбище Новосибирска (квартал 42).

## Основные работы
- «Всеволод Иванов» (1956);
- «Лидия Сейфуллина» (1959);
- Художник и время. [Статьи и рецензии]. — Новосибирск, 1962;
- С веком наравне. Основные тенденции развития современной русской прозы. — Новосибирск, 1965;
- «Сергей Залыгин» (1965);
- Автобиография // Писатели о себе. — Новосибирск, 1966;
- «Илья Лавров» (1969);
- Голоса времени. — Новосибирск, 1971;
- Русские писатели Сибири XX века. Материалы к словарю. — Новосибирск, 1997.

## Награды
- Орден Дружбы народов (16.11.1984)